# Les Bavards
Versions successives
- Version de juin 1862 en 1 actes
- Version de février 1863 en 2 actes

Personnages
- Roland (Contralto)
- Sarmiento (Basse)
- Cristobal (Basse)
- Torribo (Ténor)
- Béatrice (Soprano)
- Inès (Soprano)
- Pédro
- Catalinon
- Torbisco
- Bernadillo
- Barocal

Les Bavards est un opéra-bouffe en deux actes de Jacques Offenbach, livret de Charles Nuitter, basé sur une histoire originale de Cervantes (Los habladores).
Créé à Bad Ems le 11 juin 1862 en un acte sous le titre Bavard et Bavarde, l'opéra a été remanié en deux actes et renommé Les Bavards le 20 février 1863 au Théâtre des Bouffes-Parisiens.

## Argument

### Acte I
Roland, un jeune poète sans le sou, tente d'échapper à ses créanciers et, réussissant à se cacher d'eux, il se trouve devant la maison de Sarmiento.
Il tombe amoureux d'Inès, la nièce de Sarmiento, un homme riche toujours occupé à compter son argent et dont la femme Béatrice est particulièrement bavarde.
Sortant de chez lui, Sarmiento rencontre sa femme qui rentre à la maison. Elle se lance dans une chanson au sujet de son bon caractère, puis repart, tout en parlant.
Lorsque Sarmiento retourne chez lui, Roland sort de sa cachette et décide de profiter de la situation. Il commence une longue récitation de ses malheurs et, dans le duo qui suit, s'engage à obtenir de Béatrice de rester calme. Sarmiento lui propose de venir dîner dès qu'il aura trouvé des vêtements plus convenables.
Les créanciers de Roland apparaissent de nouveau et celui-ci s'enfuit précipitamment, entraînant Sarmiento avec lui. Les créanciers s'en vont trouver Roland tandis que Cristobal et Torribo gardent la porte d'entrée en somnolant.
Sarmiento et Roland, enfin finement habillé, reviennent et entrent dans la maison.

### Acte II
La scène s'ouvre sur Béatrice qui se lamente sur son sort. Comme elle et Inès se préparent à mettre la table, Sarmiento entre avec Roland et introduit le jeune homme.
Roland commence immédiatement à bavarder et Béatrice est prise de court. Même quand ils s'assoient pour dîner, Roland continue de babiller sans interruption.
Sarmiento dit à Béatrice, vaincue par la volubilité de son invité, que Roland va rester chez eux pendant sept ans.
Sous le couvert de régler définitivement le litige de Sarmiento, Cristobal et Torribio sont admis et, après avoir reçu de fausses informations de Roland sur son rôle dans la demeure, ils partent avec Sarmiento.
Afin d'obtenir l'approbation de Béatrice pour épouser Inès, Roland lui révèle ce qu'il est convenu avec son mari. Pour se venger de Sarmiento, Béatrice fait semblant d'avoir échangé des billets doux avec Roland. Sarmiento, jaloux de ces supposées lettres d'amours, est finalement heureux d'apprendre que le véritable objet de l'échange de lettres est Inès.
Les créanciers arrivent avec un message de Roland promettant que Sarmiento paiera ses dettes. Sarmiento est forcé d'accepter et donne son approbation au mariage.
Tous célèbrent le règlement de tous les problèmes.

## Distribution originale
| Role                              | Tessiture  | Version du 11 juin 1862 | Version du 20 février 1863 |
| --------------------------------- | ---------- | ----------------------- | -------------------------- |
| Roland                            | Contralto  | Delphine Ugalde         | Delphine Ugalde            |
| Sarmiento                         | Basse      | Étienne Pradeau         | Étienne Pradeau            |
| Béatrice, femme de Sarmiento      | Soprano    | Lucille Tostée          | Lucille Tostée             |
| Inès, nièce de Sarmiento          | Soprano    |                         | Thompson                   |
| Pedro, serviteur de Sarmiento     | Rôle parlé |                         | Luigi Walter               |
| Cristobal                         | Basse      | Désiré                  | Désiré                     |
| Torribo                           | Ténor      |                         | Édouard                    |
| Catalinon, 'un marchand de cigare | Soprano    |                         |                            |
| Torbisco, un barbier              | Soprano    |                         |                            |
| Bernadillo                        | Soprano    |                         |                            |
| Barocal                           | Soprano    |                         |                            |

## Airs

### Acte I
| N° | Titre                | Air                                      | Interprètes         |
| -- | -------------------- | ---------------------------------------- | ------------------- |
| 1a | Introductions, Chœur | Cherchons, cherchons bien                |                     |
| 1b | Scène                | Vit-on jamais par tous les diables       |                     |
| 2  | Romance              | Sans aimer, ah! peut-on vivre            | Roland              |
| 3a | Couplets             | Ce sont d'étranges personnages           | Inès                |
| 3b | Duetto               | Et maintenant il faut que je vous quitte | Roland, Inès        |
| 4  | Air                  | C'est bien reconnu                       | Béatrice            |
| 5  | Chanson              | Partout on chercherait en vain           | Cristobal, Torribo  |
| 6  | Duo bouffe           | Quel bavard insupportable                | Roland, Sarmiento   |
| 7a | Chœur                | Seigneur alcade                          |                     |
| 7b | Scène                | La paix, la paix                         |                     |
| 7c | Couplets             | C'est moi qui le rase                    | Catalinon, Torbisco |
| 7d | Ensemble             | Vous nous avez bien entendus             |                     |
| 7e | Chœur                | Mes amis, faisons diligence              |                     |

### Acte II
| N°  | Titre         | Air                              | Interprètes                       |
| --- | ------------- | -------------------------------- | --------------------------------- |
| 8   | Introductions |                                  |                                   |
| 9   | Couplets      | Ouf! Quel métier                 | Béatrice                          |
| 10a | Quatuor       | A table, à table                 | Béatrice, Inès, Roland, Sarmiento |
| 10b | Chanson       | C'est l'Espagne qui nous donne   | Béatrice, Inès, Roland, Sarmiento |
| 10c | Causerie      | Ah! Quel repas                   | Roland, Béatrice                  |
| 10d | Ensemble      | J'etouffe de colère              | Béatrice, Inès, Roland, Sarmiento |
| 11  | Trio          | Taisons nous, pas un mot         | Béatrice, Inès, Roland            |
| 12  | Ensemble      | Vos factures, cher seigneur      | Tous                              |
| 13  | Final         | Il est un bruit plus doux encore | Tous                              |